# واقعه
واقعه نام سوره ۵۶ قرآن و دارای ۹۶ آیه است. به معنای پیشامد و حادثه یعنی حادثه‌ای که بی شک واقع خواهد شد، از این جهت این سوره را واقعه نامیده‌اند. پیش از سوره شعراء و پس از سوره طه در مکه و پیش از هجرت نازل شده‌است. از سوره‌های مفصل و مطول قرآن است که در ترتیب نزول چهل و ششمین و در مصحف کنونی پنجاه و ششمین سوره قرآن محسوب می‌شود. در این سوره به حادث شدن قیامت و نشانه‌های آن، تقسیم‌بندی انسان‌ها در سه گروه مقرّبان، اصحاب یمین و اصحاب شمال، خلقت انسان، نزول باران و رشد گیاهان و ترسیم حالات احتضار اشاره شده‌است. همچنین از زبان خود قرآن به ذکر برخی از ویژگی‌های آن پرداخته شده‌است.

## نام‌ها
واقعه نام مشهور این سوره است که یکی از نام‌های روز قیامت نیز به حساب می‌آید. بر اساس نقل محمد حسین طباطبایی مفسر شیعی، واقعه از نام‌های قیامت است که قرآن خود این نام را بر قیامت گذاشته‌است. علت نام‌گذاری سوره به واقعه قرار گرفتن این کلمه در آیه اول سوره است. بنابه گزارش تفسیر احسن الحدیث این نام‌گذاری توسط پیامبر اسلام بوده‌است.

## محتوا و ساختار سوره

#### محتوا
ترتیب نزول سوره واقعه بنا به نقل ابن ندیم در تاریخ القرآن چنین است: چهل و چهارمین سوره قرآن که پیش از سوره شعراء و بعد از سوره طه، بر پیامبر اسلام نازل شده‌است. درخصوص تعداد آیات سوره در میان قراء اختلافاتی گزارش شده‌است. قراء کوفی آیات آن را ۹۶ آیه، قراء بصری ۹۷ آیه و قاریان حجازی و شامی ۹۹ آیه برشمرده‌اند. بر طبق گزارش فرهنگ‌نامه علوم قرآن، تعداد کلمات سوره ۳۷۸ یا ۳۷۰ و تعداد حروف آن ۱۷۰۳ یا ۱۷۵۶ حرف است. بنابر نظر محمد هادی معرفت قرآن‌پژوه شیعه، سوره واقعه از سوره‌های مفصلات قرآن است. به سال نزول سوره واقعه در منابع مختلف به‌طور مشخص اشاره‌ای نشده که در کدام سال از بعثت نازل شده‌است. اما از آیات آن می‌توان دریافت که بعد از سال سوم بعثت و اظهار عمومی دعوت به اسلام نازل شده‌است. به نقل از مقاتل یک آیه منسوخ دارد.

#### ساختار
این سوره با شرح حوادث هولناک و احوال مردم که در آغاز قیامت دوباره زنده شده‌اند شروع می‌گردد. سپس با معرفی سه دسته از انسان‌ها بنابر اعمالشان در دنیا و بیان پاداش‌ها و کیفرهای آنان صحنه‌هایی از جهان آخرت در پیش چشم خواننده این سوره ترسیم و مجسم می‌شود. در بخش میانی سوره با یادآوری خلقت انسان و نزول باران و خلقت گیاهان و نعمت‌ها و نظام زندگی دنیایی به قدرت خداوند در اداره جهان هستی اشاره می‌شود. این نشان دادن قدرت نیز برای وقوع و اثبات معاد در این سوره بیان شده‌است. بخش انتهایی سوره به زمان احتضار و هنگام مرگ (مقدمه ورود به جهان آخرت) می‌پردازد و باز به این نکته متذکر می‌شود که انسان در مقابل خواست خدا و به هنگام رسیدن زمان مرگش ناتوان و عاجز از انجام هر کاری و دفع بلا از خویش است و تنها کسی که به انسان در آن لحظات نزدیک است و می‌تواند او را یاری رساند، وجود خداوند است.

## شأن و محل نزول
طبرسی در مجمع البیان دربارهٔ مدنی بودن آیات دیگری از سوره چنین گزارش کرده‌است که آیات سیزدهم و هشتاد و یکم در مسافرت و به هنگام هجرت به مدینه بر پیامبر اسلام نازل شد. همچنین بنابر سیاق آیات و مضمون آنها گزارش مکی بودن سوره از قوت بیشتری برخوردار است. قرشی در تفسیر احسن الحدیث انکار معاد از جانب مشرکان را سبب نزول سوره می‌داند و معتقد است که نزول آن یک باره بوده‌است.

## تفسیر

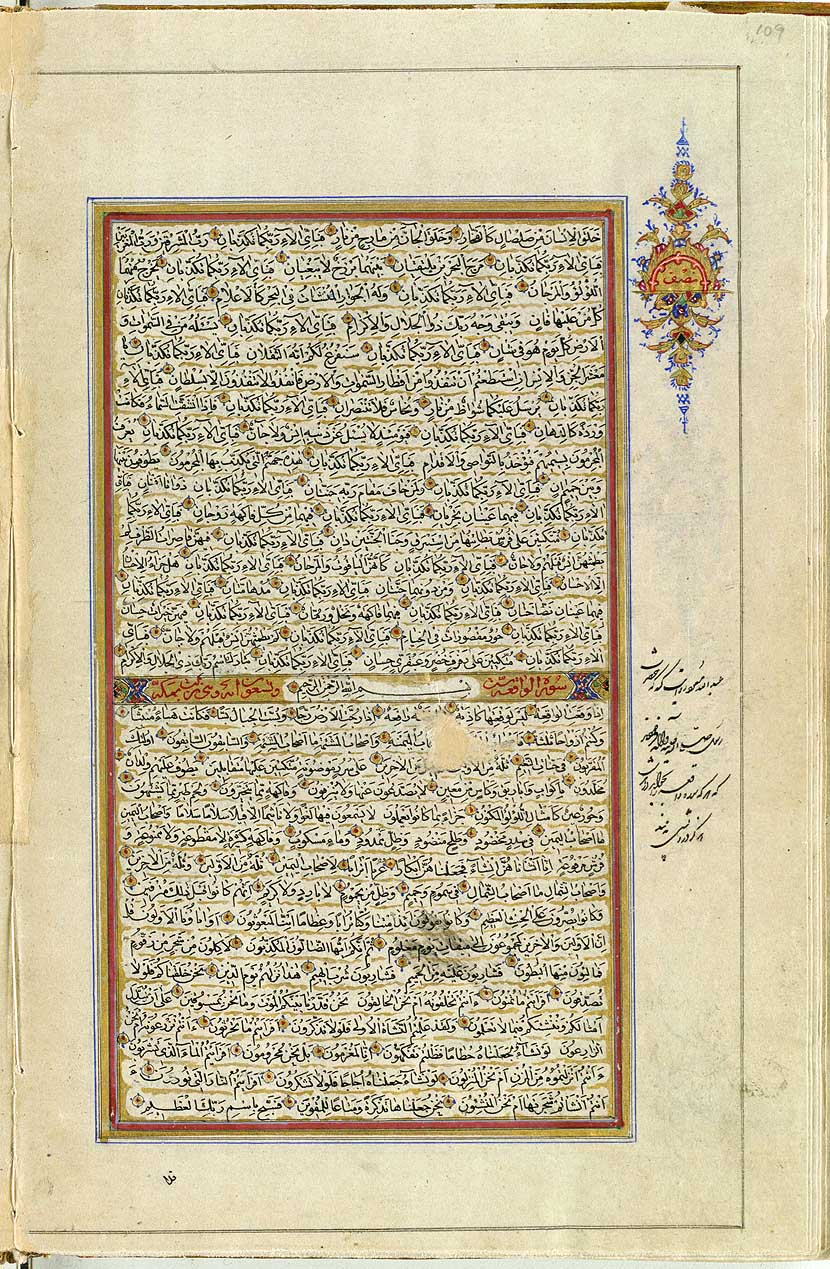
تصویری از قرآن نوشته شده در سال 1874

#### آیات ۱ تا ۶
سوره واقعه با ذکر حوادثی که در آستانه برپایی قیامت و بر روی زمین اتفاق می‌افتد آغاز می‌شود. به اعتقاد طباطبایی مفسر شیعی مذهب، این حوادث هول انگیز به زندگی دنیایی انسان و به زمینی که در آن زندگی می‌کرده، نزدیک‌تر است. خداوند از زلزله سهمگینی که بر اثر آن کوه‌های بزرگ از هم پاشیده می‌شوند و چون غبار در هوا پراکنده می‌گردند، گزارش می‌کند و سپس به معرفی سه گروه از مردم می‌پردازد که در ادامه آیات بعدی این سوره به سرانجام کار آنان در جهان آخرت به تفصیل پرداخته شده‌است.
طباطبایی مفسر شیعه، در توضیح واقعه در آیه اول آورده‌است: «واقعه» صفت است و برای هر حادثه ای که رخ می‌دهد، به‌کار می‌رود. این صفت در این آیه به‌طور مطلق آمده‌است؛ یعنی واقعه قیامت آنقدر معروف است که به ذکر توصیفش می‌توان بسنده کرد. از نظر او جمله «اذا وقعت الواقعه» بر معنای شرط دلالت دارد ولی جزای آن را بیان نمی‌کند؛ از آن جهت که موضوع بسیار بزرگ و مهمی است که حتی به بیان نیز نمی‌گنجد. با این توصیف باز هم از سیاق و مفاهیم آیات بعدی این جزا قابل برداشت هست. چرا که با شرح وضعیت مردم در آن روز، این مطلب برای مخاطب به روشنی آشکار می‌شود. به عبارتی دیگر تقدیر کلام این است که چون قیامت برپا گردد؛ مؤمنین رستگار و کفار زیانکار می‌شوند. قرشی دیگر مفسر شیعی، «ال» در «الواقعه» را الف و لام عهد و به معنای آن واقعه و حادثه موعود دانسته‌است. طبرسی در مجمع البیان واژه «کاذبة» در آیه دوم را مانند عافیة و عاقبة مصدر می‌داند و بر این اساس معنای آیه چنین است: در وقوع قیامت هیچ دروغی نیست. اما طباطبایی در کتاب تفسیرش می‌نویسد: مفسران دیگر کلمه مذکور را اسم فاعل دانسته‌اند البته با این توضیح که کاذبه صفتی برای موصوف محذوفی است که در تقدیر کلام «لیس لوقعتها قضیة کاذبة» است. در این حالت معنای آیه بدین گونه می‌شود برای برپایی قیامت هیچ عاملی که آن را قضیه‌ای دروغ بنماید؛ وجود ندارد. طباطبایی مفسر معاصر شیعی، معتقد است که عبارت «خافضة رافعة» کنایه از این‌ مطلب است که با وقوع قیامت نظام کنونی عالم به کلی دگرگون می‌شود. باطن دل‌ها که در دنیا پنهان بود؛ در آنجا آشکار می‌گردد و آثار اسباب و وسایل دنیا به کلی از کار می‌افتد. در دنیا عزت فاسقان و ذلت مؤمنان آشکار و پیدا بود، در آن روز احوالشان برعکس احوال دنیایی آنهاست و دیگر هیچ نشانه‌ای از ذلت متقین و عزت گناه‌کاران باقی نمی‌ماند.

##### آیات ۷ تا ۲۶
در این دسته از آیات به معرفی کلی گروه‌های سه‌گانه مردم در قیامت و سپس به بیان نعمت‌های اختصاصی گروه اول می‌پردازد. نعمت‌های بهشتی مقربان (سابقون) را می‌توان به هفت بخش خلاصه کرد. تخت‌های به هم پیوسته‌ای که روبروی یکدیگرند و مقربان بر آن تکیه زده‌اند. (اشاره به تشکیل مجالس انس و سرور و ملاقات با یکدیگر). نوجوانان خدمت‌گزار بهشتی که با جام‌های پر از شراب طهور در خدمت آنانند. میوه‌ها و گوشت پرندگان از هرنوعی که میل دارند. همسران پاک و زیبا و اینها همه نعمت‌هایی جسمانی‌اند که در برابر اعمال صالحشان به آنها داده می‌شود. آخرینِ این نعمت‌ها که جنبه معنوی دارد، اینست که در آنجا (باغ‌های بهشتی) سخنان لغو و بیهوده و گناه آلود نمی‌شنوند و محیط زندگی‌شان در نهایت پاکی و متانت و ادب است. تنها کلامی که آنان می‌شنوند سلام است. سلام و درود خداوند و فرشتگان و سلام دوستان و یاران با صفایشان بریکدیگر که سرشار از دوستی و محبت است.
در معرفی دسته اول از این دسته‌بندی سه‌گانه سوره، قرشی مفسر شیعی، منظور از «سابقون اول» را کسانی می‌داند که در ایمان و عمل، بر دیگران سبقت گرفته‌اند. بنابر نظر او، «سابقون دوم» هم به کسانی اشاره دارد که به رحمت و مغفرت خدا سبقت می‌گیرند. بر این اساس آنانی که در ایمان و عمل سبقت گرفتند؛ همانهایی هستند که به رحمت خدا پیشی گرفته‌اند. بنابر این تفسیر، سابقون دوم خبر سابقون اول است. بنابه نظر مکارم شیرازی «سابقون» کسانی هستند که علاوه بر پیشگامی در ایمان؛ در اعمال خیر و صفات نیکوی انسانی نیز پیشقدم هستند و در حقیقت الگو و اسوه مردم واقع می‌شوند. به همین جهت آنها در نزد پروردگارشان مقرّب و دارای مقام بالایی هستند. در ادامه مکارم شیرازی دربارهٔ مصادیق این عبارت — بر اساس روایات اسلامی —چهار نفر را نام می‌برد که اینان هر کدام در امت خویش پیشگام و از نخستین مؤمنان بوده‌اند. هابیل، مؤمن آل فرعون، حبیب نجار و علی بن ابی‌طالب. در کتاب تفسیر مراغی از تفاسیر اهل سنت؛ روایتی از پیامبر اسلام نقل شده که در آن مصداق روشنی برای «سابقون» ذکر نشده‌است و تنها به این مطلب اشاره دارد که سابقون کسانی هستند که وقتی حق به آنها عرضه شود؛ می‌پذیرند و هنگامی که از حق سؤال شوند؛ آن را در اختیار می‌گذارند و در مورد مردم حکم می‌کنند؛ آنگونه که برای خود حکم می‌کنند. همچنین مکارم شیرازی در تفسیر نمونه به پرسشی اشاره می‌کند که ابن‌عباس از محمد دربارهٔ این آیه کرده‌است و در پاسخ علی بن ابی‌طالب و پیروانش از مصادیق سابقون و مقرّبان در پیش خداوند معرفی شده‌اند. طباطبایی تفسیر «سابقون اول» را به آیات ۳۲ فاطر، ۱۴۸ بقره و ۶۱ مؤمنون مربوط می‌داند و می‌نویسد: منظور کسانی هستند که در انجام امور خیر سبقت می‌گیرند و چون در اعمال خیر پیشقدم هستند — به مغفرت و رحمتی که در برابر آن اعمال هست — سبقت گرفته‌اند و سپس برای بیان خود اشاره‌ای به آیه ۲۱ سوره حدید دارد. به عقیده او مراد از «سابقون اول» سابقین به خیرات و مراد از سابقون دوم سابقین به اثر خیرات (مغفرت و رحمت) است. طبرسی در مجمع البیان، اقوال مختلفی را در این باره آورده‌است. بنابه گزارش او، ابن‌عباس مصداق این گروه را سابقین در هجرت می‌داند و از نظر ضحاک این افراد پیشی‌گیرندگان در جهاد و پیکار با دشمنان اسلام هستند. سعید بن جبیر پیشگامان در توبه و اعمال خیر را از مصادیق این آیه دانسته‌است. در روایتی از علی بن ابی‌طالب در معرفی سابقین، از سبقت‌گیرندگان در نمازهای پنج‌گانه نام برده شده‌است. طباطبایی در تفسیر المیزان پس از آوردن همه این اقوال در پایان نتیجه می‌گیرد که سابقونِ به عبادات و خیرات همان سابقون در مغفرت و رحمتند و دیگر نظرات را حمل بر تمثیل می‌داند.

##### آیات ۲۷ تا ۴۰
آیات مزبور به شرح حال اصحاب یمین و نعمت‌های بهشتی آنان اشاره دارد. در اینجا شش نعمت الهی برای اصحاب یمین برشمرده‌است که نسبت به نعمت‌های هفت‌گانه مقربان در یک مرحله پایین‌تر قرار دارند. اولین موهبت سایه درختان سدر بی‌خار است. دومین نعمت درختان پهن برگ و سبز و زیبای موز با میوه‌هایی شیرین. سایه گسترده و کشیده که مانع از حرارت خورشید است تا بهشتیان ناراحت و آزرده نشوند و پیوسته در سایه‌های مطبوع به‌سر برند. آبشارهای دل‌انگیز و زیبا. انواع میوه‌هایی که هرگز قطع و ممنوع نمی‌شوند. همسران بلندمرتبه که آفرینش نوینی دارند و دوشیزه و هم سن و سال و عاشق همسران خویش (اصحاب یمین) هستند.
درباره دسته دوم انسان‌ها در قیامت که در این سوره «اصحاب الیمین» نامیده‌ شده‌است، در روایتی به نقل از جعفر بن محمد، علی بن ابی‌طالب و شیعیان او به عنوان مصداقی از این گروه معرفی شده‌اند. طباطبایی از مفسران معاصر شیعی، این روایت را ناظر بر آیه ۷۱ سوره اسراء می‌داند و به عقیده او کلمه یمین — که در روایات آمده و به امام حق معنا شده‌است — علی بن ابی‌طالب و اصحاب الیمین یاران و شیعیان او هستند. در حالیکه او همچنان اعتقاد دارد روایت در حال نشان دادن مصداق بارز آیه است و این آیه در خصوص علی و شیعیانش نازل نشده‌است. مکارم شیرازی مفسر شیعی، در مورد عبارت «انا انشأناهن انشاء» دو احتمال را بیان کرده‌است. اول آن‌که ممکن است اشاره به همسران مؤمنان در دنیا باشد که در آخرت به آفرینش جدیدی درآمده‌اند و در نهایت جوانی، طراوت و زیبایی وارد بهشت می‌شوند. دوم منظور حوریانی هستند که خداوند آنها را آفرینش تازه‌ای بخشیده که هرگز پیر و ناتوان نمی‌شوند. البته تعبیر «انشاء» می‌تواند به هر دو احتمال اشاره داشته باشد. کلمه عُرُب جمع عروب است و آن را به زنی می‌گویند که به همسرش عشق می‌ورزد و در مقابلش کرشمه و ناز دارد. اتراب که صفت این زنان آورده شده‌است، به این مطلب اشاره دارد که همسران بهشتی از نظر سن و سال با شوهرانشان هم‌سن هستند.

##### آیات ۴۱ تا ۵۷
در ابتدای این قسمت از سوره، برای اصحاب شمال سه کیفر سنگین و سخت معرفی شده‌است: بادهای کشنده، آب‌های سوزان و سایه‌ای از دودهای متراکم و آتش‌زا. در بخش انتهایی نیز به غذا و آشامیدنی‌های جهنمیان اشاره می‌شود. میوه‌های درخت زقوم و آب سوزان. حالت کیفردیدگان اینطور وصف شده‌است که ابتدا گرسنه می‌شوند و برای رفع گرسنگی شکم‌هایشان را از درخت زقوم پر می‌کنند. این غذا تشنگی شدیدی برایشان به‌همراه دارد. پس برای برطرف کردن تشنگی به مانند شتران بیمار تا سرحد هلاکت از آب سوزان جهنم می‌آشامند. اینها وسایل پذیرایی است که خداوند برای گناه‌کاران و بدکاران امت‌های اولین و آخرین تدارک دیده‌است.

##### آیات ۵۸ تا ۷۳
در آیات گذشته سخن از تکذیب‌کنندگان معاد بود، به همین جهت در این بخش از سوره به ادله معاد و بحث و بررسی این مسئله پرداخته و هفت دلیل ارائه می‌شود. این هفت دلیل که به صورت پرسش مطرح می‌شوند عبارتند از خلقت اولیه از خاک، ایجاد انسان از نطفه، قانون مرگ، هدف از آفرینش دنیا، آفرینش دانه‌های گیاهان، وجود آب و آتش برای استفاده در زندگی دنیایی انسان.

##### آیات ۷۴ تا ۸۲
موضوع این دسته از آیات سوره، قرآن و ذکر برخی از ویژگی‌های آن است. کریم از صفات و نام‌های قرآن که در اینجا آورده شده‌است؛ به معنای بزرگوار و با کرامت. در خصوص این اشاره نیز مکارم شیرازی می‌نویسد کتاب قرآن، گوینده و آورنده و اهداف آن همگی کریمند.

##### آیات ۸۳ تا آخر سوره
در آیات پایانی سوره در تکمیل بحث معاد، حالت احتضار و لحظه مرگ آورده شده‌است تا به منکرین معاد بگوید در اینجا هم کاری از شما برای کمک به شخص محتضر ساخته نیست و بدانید که این سرنوشت نیز در انتظار شماست و شما نیز همچون او این لحظات را تجربه خواهید کرد. در شان نزول آیه آخر سوره در مجمع البیان روایتی از عقبه بن عامر جهنی آمده‌است که به هنگام نزول آیه «فسبّح باسم ربّک العظیم» پیامبر به مسلمانان امر کرد که آن را در رکوع خود قرار دهند.

## فضیلت قرائت
مکارم شیرازی مفسر معاصر شیعی، روایتی را از جعفر صادق در فضیلت قرائت این سوره در شب جمعه گزارش می‌کند: هرکس سوره واقعه را در هر شب جمعه بخواند؛ خداوند او را دوست بدارد و او را در نزد تمام مردم محبوب می‌گرداند. در دنیا هرگز به فقر و ناراحتی و آفتی از آفات دنیا دچار نگردد و از دوستان علی بن ابی‌طالب خواهد بود. و در ادامه این روایت در کتاب قرآن پژوهی چنین آمده‌است: این سوره مخصوص علی بن ابی‌طالب است و در این خصوصیت هیچ‌کس با او شریک نیست.